# Domnu
Domnu ist der Name einer Gottheit aus dem Volk der Fomori in der keltischen Mythologie Irlands.
Als Gegenstück zu Danu, der großen „Mutter“ der Túatha Dé Danann, wird Domnu als Hauptgott der Firbolg angesehen, die nach der Tradition die von ihnen vertriebenen Fomori als ihr Göttergeschlecht verehren. Die wichtige Positionierung Domnus erkennt man daran, dass Balor, Indech und Elatha seine Kinder sind. Die beiden letzteren tragen auch das Patronym (Vaternamen) mac Dé Domnann („Sohn des Gottes Domnu“), Elatha wird außerdem día Domnand („Gott des Domnu“) genannt. Eine Gruppe der Firbolg nennt sich selbst Fir Domnand („Leute des Domnu“).